# Haplocantosaure
L'haplocantosaure (Haplocanthosaurus) és un gènere de dinosaure sauròpode. Es coneixen dues espècies, H. delfsi i H. priscus, a partir d'esquelets fòssils incomplets. Aquest animal va viure al Juràssic superior (estatges Kimmeridgià - Titonià), entre fa 144 i fa 156 milions d'anys. L'espècie tipus és H. priscus, i l'espècie referida H. delfsi va ser descoberta per un jove estudiant anomenat Edwin Delfs, a Colorado, Estats Units. Els espècimens d'haplocantosaure s'han trobat a les capes més baixes de la formació de Morrison, juntament amb l'hesperosaure, l'eobrontosaure i l'Allosaurus jimmadensi.